# Silverfallet

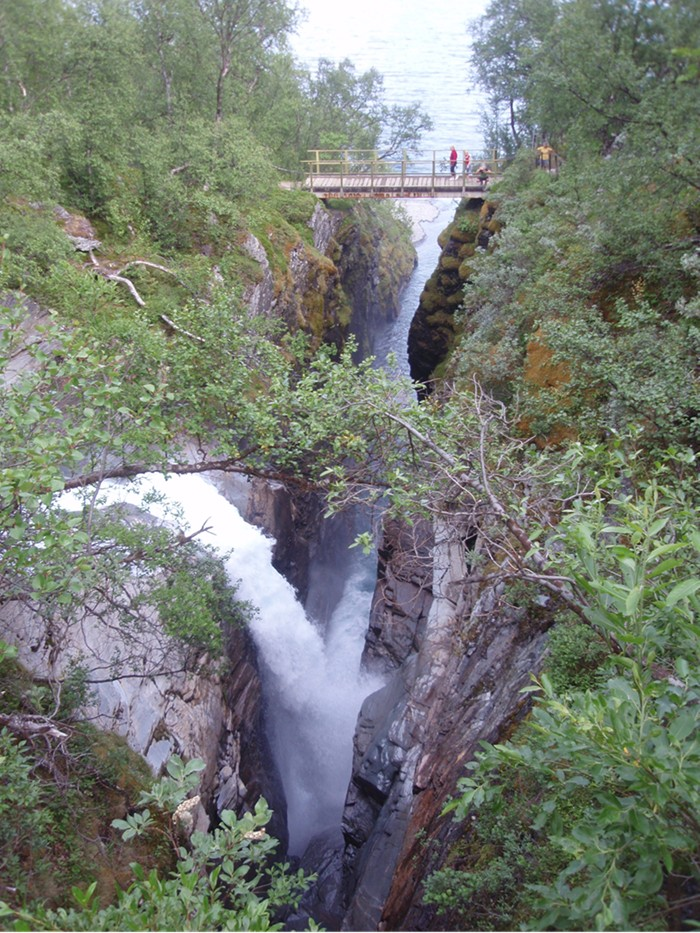
Silverfallet.

Silverfallet, nordsamiska Rákkasgorži, är ett vattenfall vid Rakkasjokks utlopp till Torneträsk i närheten av Björkliden i Kiruna kommun.